# Lamberto Maggiorani
Lamberto Maggiorani (Roma, 28 agosto 1909 – Roma, 22 aprile 1983) è stato un attore italiano.
Fu uno tra gli attori non professionisti più conosciuti del neorealismo italiano, grazie alla partecipazione al film Ladri di biciclette di Vittorio De Sica.

## Biografia
Era operaio nella fabbrica romana della Breda quando Vittorio De Sica lo scelse come protagonista per Ladri di biciclette (1948). Dopo il film ritornò a fare l'operaio ma, licenziato per diminuzione di personale, intraprese di nuovo la carriera di attore. Negli anni cinquanta apparve in numerosi film come caratterista.  Tentò anche l'avventura teatrale recitando a fianco di Tino Buazzelli in Come nasce un soggetto cinematografico, diretto da Virginio Puecher nel 1959. Si ritirò definitivamente nel 1970.
Morì a Roma nel 1983.

## Vita privata
Fu sposato con Pina Nicolich

## Filmografia
- Ladri di biciclette, regia di Vittorio De Sica (1948)
- Vent'anni, regia di Giorgio Bianchi (1949)
- Donne senza nome, regia di Géza von Radványi (1949)
- Vacanze col gangster, regia di Dino Risi (1951)
- Passaporto per l'oriente, regia di Romolo Marcellini (1951)
- Achtung! Banditi!, regia di Carlo Lizzani (1951)
- Anna, regia di Alberto Lattuada (1951)
- Santa Lucia luntana..., regia di Aldo Vergano (1951)
- Lorenzaccio, regia di Raffaello Pacini (1951)
- Salvate mia figlia, regia di Sergio Corbucci (1952)
- Umberto D., regia di Vittorio De Sica (1952)
- Lo scocciatore (Via Padova 46), regia di Giorgio Bianchi (1953)
- Don Camillo e l'onorevole Peppone, regia di Carmine Gallone (1955)
- Totò, Peppino e i fuorilegge, regia di Camillo Mastrocinque (1956)
- Si le roi savait ça, regia di Carlo Canaille ed Edoardo Anton (1958)
- Il giudizio universale, regia di Vittorio De Sica (1961)
- Mamma Roma, regia di Pier Paolo Pasolini (1962)
- Cleopatra, regia di Joseph L. Mankiewicz (1963)
- Mare matto, regia di Renato Castellani (1963)
- Ostia, regia di Sergio Citti (1970)